# Problema de las doce monedas

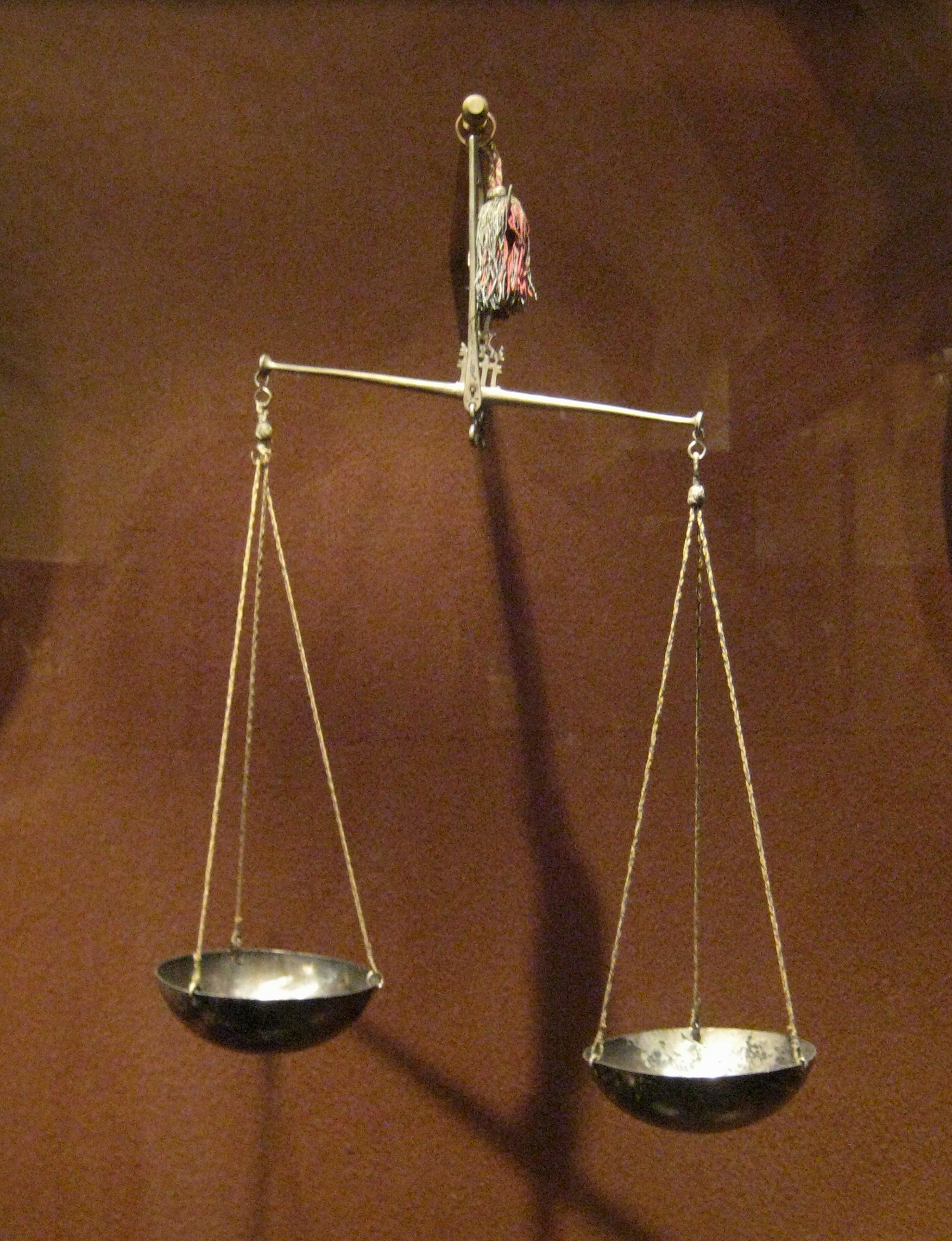
Balanza para identificar la moneda falsa, entre un grupo de doce monedas.

En el "problema de las doce monedas" se propone identificar la moneda falsa, entre un grupo de doce monedas, empleando 3 pesadas de balanza.
La moneda falsa tiene un peso distinto de las otras, y hay que averiguar si esta moneda pesa más o menos que las otras.
En su versión de 12 monedas habría aparecido en 1945, sin que se sepa su procedencia.
El problema admite una generalización inmediata aumentando el número de monedas y de pesadas: ¿Cuál es el máximo de monedas para "n" pesadas?
Ofrecemos aquí tres soluciones del problema.

## 1ª Solución
La primera solución, de fácil generalización para más pesadas, se explica a continuación:
La 1ª pesada la realizamos así:
- Brazo derecho: 1,2,3,4
- Brazo izquierdo: 5,6,7,8
- Mesa: 9,10,11,12

En la 2ª pesada, rotamos los grupos de 4 monedas:
- Brazo derecho: 1,10,11,12
- Brazo izquierdo: 5,2,3,4
- Mesa: 9,6,7,8

- Si la inclinación de la balanza no cambia, la moneda falsa está entre las tres que no hemos rotado: 1, 5, 9.
- Si la inclinación de la balanza cambia, podemos identificar qué grupo de los que hemos rotado tiene la moneda falsa .

Y nos queda la 3ª pesada para identificar entre 3 monedas cuál es la falsa: sólo tenemos que pesar dos de ellas, pues como ya tenemos información de anteriores pesadas podemos así identificarla.

## Generalización
Veamos primero el método A: procedimiento cuando conocemos que la moneda pesa más (si pesa menos será análogo).
Veamos un ejemplo con 9 monedas: Formamos tres grupos de tres monedas cada uno y se pesa el grupo 1 frente al grupo 2.
- Si existe equilibrio la moneda falsa está en el grupo 3.
- Si no existe equilibrio la inclinación de la balanza indica cuál de los grupos es el que tiene la moneda falsa (pues conocemos si pesa más o menos).

De la pesada anterior quedan tres monedas que contiene la falsa. Se pesa la moneda A contra la moneda B, e identificamos fácilmente cual es la falsa.
La clave de la generalización reside en el método A, y consiste en identificar
el grupo de {\displaystyle 3^{n}} monedas con n pesadas: Formamos 3 grupos, pesamos 2 de ellos e
identificamos el grupo problemático. Y repetimos el proceso hasta obtener una
moneda.
Veamos ahora el caso general:
El problema admite una generalización a 4 pesadas añadiendo una nueva fila de 9 monedes en cada uno de los 3 grupos: 13 monedas en cada grupo... Rotaremos los grupos de 9 monedas y razonamos igual que antes: si la posición cambia identificamos el grupo de 9 con la moneda falsa y le aplicamos el método A. Si la posición no cambia, quitamos los grupos de 9 y nuestras condiciones son ahora las del problema de 12 monedas con 3 pesadas.
Con 5 pesadas añadiremos otra fila más de 27 monedas en cada uno de los 3 grupos: 40 monedas en cada grupo. Y procedemos análogamente como en el caso anterior.
Como estamos agregando potencias de 3 en cada paso, obtendremos la suma de una progresión geométrica:
| Monedas                              | Pesadas | Justificación                  |
| ------------------------------------ | ------- | ------------------------------ |
| 3                                    | 2       |                                |
| 12                                   | 3       | {\displaystyle 3+3^{2}=12}     |
| 39                                   | 4       | {\displaystyle 12+3^{3}=39}    |
| 120                                  | 5       | {\displaystyle 39+3^{4}=120}   |
| 363                                  | 6       | {\displaystyle 120+3^{5}=363}  |
| 1092                                 | 7       | {\displaystyle 363+3^{6}=1092} |
| {\displaystyle {\frac {3^{n}-3}{2}}} | n       |                                |

## ¿Cuál es el máximo de monedas para "n" pesadas?
Un problema más difícil es éste, y precisaremos de la 2ª solución. No obstante, ofrecemos un argumento intuitivo:
Para (n+1) pesadas analicemos el máximo de monedas, entre balanza y mesa:
Un máximo en la balanza es {\displaystyle 3^{n}} monedas, pues después de la 1ª inclinación de balanza nos quedan n pesadas y {\displaystyle 3^{n}} es el máximo de monedas. Pero como tiene que ser par (dos platillos), en la balanza habrá hasta {\displaystyle 3^{n}-1} como máximo.
Veamos el máximo de monedas en la mesa:
si la moneda falsa está en la mesa entonces hay equilibrio en la 1ª pesada y dispondremos de monedas "buenas": Escogemos {\displaystyle 3^{n-1}} monedas de la mesa y las pesamos con otras tantas "buenas", si está ahí la moneda falsa el método A asegura encontrarla con (n-1) pesadas que nos quedan; si hay equilibrio repetimos el proceso con {\displaystyle 3^{n-2}} monedas, con (n-2) pesadas que nos quedan;...; si hay equilibrio repetimos el proceso con {\displaystyle 3^{2}} monedas con otras 9 "buenas"; si hay equilibrio repetimos el proceso con {\displaystyle 3^{1}} monedas con otras 3 "buenas"; finalmente, si hay equilibrio pesamos la última moneda con 1 "buena" para saber si pesa más o menos, con la última pesada que nos queda. Sumando todas las monedas de la mesa que hemos pesado, tenemos una progresión geométrica:
{\displaystyle S(n)=1+3+9+...+3^{n-1}={\frac {3^{n}-1}{2}}}
que, curiosamente, coincide con la mitad del máximo de la balanza, es decir como cada brazo de balanza.
Finalmente, sumamos el máximo obtenido en la mesa y en la balanza, y obtenemos otra suma de progresión geométrica:
{\displaystyle 1+3+9+...+3^{n-1}+3^{n}-1=3+9+...+3^{n-1}+3^{n}}
que coincide con la obtenida en la generalización.

## 2ª Solución
Primero veamos un método de separación en grupos, parecido al método A descrito antes, que consigue aislar la moneda falsa en grupos de 3, 9, 27,.., 3^n para monedas "orientadas" (procedentes de la 1ª inclinación de balanza):
Para 3 monedas "orientadas", la solución es pesar 2 de ellas.
Si tenemos 9 monedas "orientadas", pondremos en cada brazo dos "monedas pesadas" (procedentes del brazo inclinado en la 1ª pesada) que denotamos (2+), y una "moneda ligera" (procedente del brazo opuesto) que denotamos (1-):
| brazo izquierdo | brazo derecho | mesa                   |
| --------------- | ------------- | ---------------------- |
| (2+)            | (1-) (2+)     | (1-) monedas restantes |

Según se incline la balanza identificamos un grupo de 3 donde está la moneda falsa.
Análogamente, si tenemos 27 monedas "orientadas" identificamos un grupo de 9 monedas:
| brazo izquierdo | brazo derecho | mesa                   |
| --------------- | ------------- | ---------------------- |
| (6+)            | (3-) (6+)     | (3-) monedas restantes |

Y en general, formamos 3 grupos de {\displaystyle 3^{n+1}}  monedas:
| brazo izquierdo             | brazo derecho                                         | mesa                                        |
| --------------------------- | ----------------------------------------------------- | ------------------------------------------- |
| ({\displaystyle 2*3^{n}} +) | ({\displaystyle 3^{n}} -) ({\displaystyle 2*3^{n}} +) | ({\displaystyle 3^{n}} -) monedas restantes |

En general, para 3^n monedas "orientadas" necesitamos n pesadas: si 3 es el máximo para 1 pesada, no podemos exceder 3 grupos de 3 monedas en 2 pesadas; ni 3 grupos de 9 monedas en 3 pesadas...etc; por tanto:
El máximo de monedas "orientadas" con n pesadas es {\displaystyle 3^{n}} .
Veamos ahora el procedimiento general:
Ahora sólo queda ver cómo configurar la primera pesada.
Sea la sucesión {\displaystyle X(n)}  el máximo de monedas para {\displaystyle n}  pesadas.
Calculemos {\displaystyle X(n+1)} : máximo de monedas para (n+1) pesadas:
Podremos poner en los dos brazos hasta {\displaystyle 3^{n}}  monedas, que es el máximo de monedas "orientadas" con n pesadas. Y como la balanza exige un número par, restamos 1:
{\displaystyle Balanza=3^{n}-1}
Y en la mesa pondremos X(n)+1: sumamos 1 por no tener la exigencia de pesar un número par, pues ahora tenemos monedas extra procedentes del equilibrio de la balanza:
{\displaystyle Mesa=X(n)+1}
Calculamos el total entre los brazos y la mesa:
{\displaystyle Total=Balanza+Mesa}
{\displaystyle X(n+1)=3^{n}-1+X(n)+1=3^{n}+X(n)}
Por tanto, X(n) tiene estructura de suma de una progresión geométrica de razón r= 3.
El primer término de la sucesión X(n) es:
{\displaystyle X(2)=balanza+mesa=2+1=3}
pues en la mesa es evidente que sólo podemos poner 1 moneda, y en la balanza ya hemos argumentado que ha de ser igual a {\displaystyle 3^{1}-1=2}.
- {\displaystyle X(3)=3^{2}+X(2)=12}
- {\displaystyle X(4)=3^{3}+X(3)=39}
- {\displaystyle X(5)=3^{4}+X(4)=120}

Así pues, {\displaystyle X(n+1)=3+9+27+...+3^{n}=3*(3^{n}-1)/2}
{\displaystyle X(n)=(3^{n}-3)/2}. Como queríamos demostrar
Además, por ser X(n) suma de progresión geométrica se cumple que cada brazo y la mesa tienen las mismas monedas, pues:
{\displaystyle mesa=balanza/2}
{\displaystyle X(n)+1={\frac {3^{n}-1}{2}}}
Veamos un esquema de los primeros términos, así como la configuración de la primera pesada para cada caso.
| Primera pesada    | Primera pesada  | Primera pesada | Primera pesada             |
| ----------------- | --------------- | -------------- | -------------------------- |
| número de pesadas | brazo izquierdo | brazo derecho  | mesa                       |
| 2                 | 1               | 1              | 1                          |
| 3                 | 4               | 4              | {\displaystyle 4=X(2)+1}   |
| 4                 | 13              | 13             | {\displaystyle 13=X(3)+1}  |
| 5                 | 40              | 40             | {\displaystyle 40=X(4)+1}  |
| 6                 | 121             | 121            | {\displaystyle 121=X(5)+1} |
| 7                 | 364             | 364            | {\displaystyle 364=X(6)+1} |

Veamos el ejemplo de 12 monedas:
| brazo izquierdo | brazo derecho | mesa       |
| --------------- | ------------- | ---------- |
| 1,2,3,4         | 5,6,7,8       | 9,10,11,12 |

a) Si se equilibra, atacamos las 4 bolas restantes formando un grupo de 3 monedas, pues ahora sí podemos pesar un número impar en los dos brazos, al tener monedas buenas:
| brazo izquierdo | brazo derecho | mesa |
| --------------- | ------------- | ---- |
| 9,10            | 11,12         |      |

b) Y si se inclina, tenemos {\displaystyle 8=3^{2}-1} monedas "orientadas" y aplicamos el método de separación descrito:
| brazo izquierdo | brazo derecho | mesa |
| --------------- | ------------- | ---- |
| 1 2 5 3 4 6 7   | 8             |      |

- Si se equilibra, está en el grupo (7,8), evidentemente.
- Si se inclina como la 1ª pesada, está en el grupo (1,2,6).
- Si no, estará en el grupo (3,4,5).

## 3era Solución
Esta tercer solución es una forma más "matemática" y menos "lógica" de resolver el problema.
Se van a hacer 3 pesadas, de dos grupos de 4 monedas, dejando 4 afuera. Las tres pesadas se hacen independientemente del resultado de la anterior.
Los grupos de monedas a pesar se eligen de forma que:
- Ninguna moneda quede las 3 veces sin pesarse (en el grupo "Afuera") pues de ser así, podríamos identificarla pero no podríamos asegurar si es más pesada o más liviana.
- Ningún par de monedas quede las tres veces en el mismo plato, o las tres veces en platos opuestos. Si así sucediera, no podríamos definir cuál de las dos es la diferente.

Una de las formas de armar los grupos para las tres pesadas cumpliendo los criterios anteriores es la siguiente:
| Núm. Pesada | Izquierda | Derecha   | Afuera     |
| ----------- | --------- | --------- | ---------- |
| Primera     | 1 2 3 4   | 5 6 7 8   | 9 10 11 12 |
| Segunda     | 1 2 7 12  | 3 4 9 10  | 5 6 8 11   |
| Tercera     | 2 3 8 9   | 4 5 10 11 | 1 6 7 12   |

Dados los grupos anteriores, armamos la siguiente matriz donde le asignamos a cada moneda la letra I, D o A según quede en el plato Izquierdo, en el plato Derecho, o Afuera. Esta matriz se utiliza para identificar las distintas opciones de resultados posibles.
Tabla de pesadas:
| Moneda   | 1 | 2 | 3 | 4 | 5 | 6 | 7 | 8 | 9 | 10 | 11 | 12 |
| -------- | - | - | - | - | - | - | - | - | - | -- | -- | -- |
| Pesada 1 | I | I | I | I | D | D | D | D | A | A  | A  | A  |
| Pesada 2 | I | I | D | D | A | A | I | A | D | D  | A  | I  |
| Pesada 3 | A | I | I | D | D | A | A | I | I | D  | D  | A  |

Cada pesada puede arrojar 3 resultados posibles que identificamos con las letras "I", "D" y el signo "=" según se incline hacia la Izquierda, hacia la Derecha, o quede balanceada.
Esto nos arroja 27 resultados posibles. (3 ^ 3) que representaremos con los 3 símbolos. Ej: Si la primera pesada se inclina a la Derecha, la segunda a la Izquierda, y la última queda balanceada, lo representamos como D I =
| 1er | '2da' | '3er' | 'Resultado' |
| --- | ----- | ----- | ----------- |
| I   | I     | I     |             |
| I   | I     | D     |             |
| I   | I     | =     |             |
| I   | D     | I     |             |

.... y así las 27 combinaciones...
Ahora evaluamos las 24 situaciones diferentes que pueden darse. A saber: Moneda 1 más pesada; Moneda 1 más liviana, Moneda 2 más pesada, Moneda 2 más liviana; y las representamos, respectivamente como:   1+, 1-, 2+. 2-...
Para cada situación, miramos el resultado que daría en la matriz de pesadas y lo buscamos en la matriz de resultados. 
Ej: Moneda 1 más pesada (miramos la primera columna de la matriz de pesadas) y vemos que el resultado sería  I I =  Pues la moneda 1 estaba en el plato izquierdo en la primera y segunda pesada, y quedó afuera en la última, por lo que ubicamos ese resultado en la grilla correspondiente:
| 1er | '2da' | '3er' | 'Resultado' |
| --- | ----- | ----- | ----------- |
| I   | I     | I     |             |
| I   | I     | D     |             |
| I   | I     | =     | 1+          |
| I   | D     | I     |             |

Segunda situación posible: Moneda 1 más liviana. En este caso, el resultado de las pesadas es D D = y ubicamos el  1- donde corresponde en la grilla de resultados.
Luego de analizar todas las "situaciones" posibles vamos a tener 3 resultados que nunca se dan, y el resto de los resultados que corresponden a cada una de las 24 situaciones posibles. 
Si alguna de las "situaciones" repite el resultado es que hemos elegido mal los grupos de monedas a pesar. 
Para el ejemplo de grupos dado, la tabla completa de resultados es la siguiente:
Tabla de resultados:
| 1er | 2da | 3er | Resultado   |
| --- | --- | --- | ----------- |
| I   | I   | I   | 2+          |
| I   | I   | D   | Nunca se da |
| I   | I   | =   | 1+          |
| I   | D   | I   | 3+          |
| I   | D   | D   | 4+          |
| I   | D   | =   | 7-          |
| I   | =   | I   | 5-          |
| I   | =   | D   | 8-          |
| I   | =   | =   | 6-          |
| D   | I   | I   | 4-          |
| D   | I   | D   | 3-          |
| D   | I   | =   | 7+          |
| D   | D   | I   | Nunca se da |
| D   | D   | D   | 2-          |
| D   | D   | =   | 1-          |
| D   | =   | I   | 8+          |
| D   | =   | D   | 5+          |
| D   | =   | =   | 6+          |
| =   | I   | I   | 10-         |
| =   | I   | D   | 9-          |
| =   | I   | =   | 12+         |
| =   | D   | I   | 9+          |
| =   | D   | D   | 10+         |
| =   | D   | =   | 12-         |
| =   | =   | I   | 11-         |
| =   | =   | D   | 11+         |
| =   | =   | =   | Nunca se da |

Entonces... La forma de resolver hallar la moneda sería la siguiente:
1. Realizar las tres pesadas con los grupos de monedas que definimos.
2. Registrar los resultados de las tres pesadas.
3. Buscar el resultado en la tabla de resultados.

Ej. Si la primera pesada se inclinó hacia la izquierda; la segunda a la derecha, y la tercera quedó balanceada, (I D =) la moneda diferente es la nro 7, y es más liviana que el resto (7 -)
- Datos: Q3823917
- Multimedia: Balance puzzles / Q3823917